# Black Cat (Lied)
Black Cat ist ein Lied von Janet Jackson aus dem Jahr 1990, das von ihr geschrieben und zusammen mit Jellybean Johnson produziert wurde. Es erschien auf dem Album Rhythm Nation 1814.

## Geschichte
Im Vergleich zu ihren früheren Werken, ist Black Cat das erste Lied, das Janet Jackson ganz alleine geschrieben hatte und sich musikalisch weg vom üblichen Dance-Pop hin zum Heavy Metal und Hard Rockgenre bewegte. Erstmals produzierte sie es auch nicht mit Jimmy Jam und Terry Lewis seit dem Album Control. Jackson betrachtete es als eine musikalische Homage an Led Zeppelin, Def Leppard, und Mötley Crüe. Jackson sagte hierzu in einem Interview: „I'm very proud of 'Black Cat', which is the first song I've ever written on my own, as well as co-produced.“ (deutsch: „Ich bin sehr stolz auf Black Cat. Das ist der erste Song, den ich alleine geschrieben und coproduziert habe“). Black Cat ist der letzte Song, der für das Album aufgenommen und auch das einzige Lied, das vom deutschen Tontechniker Michael Wagener abgemischt wurde. Wagener ist bekannt für seine Arbeit mit vielen Heavy Metal und Hardrockbands der späten 1980er. Zudem wünschte sich Jackson noch ein rockiges Lied, um das Album zu vervollständigen. "Black Cat" is also the only pop song to be mixed by German metal engineer Michael Wagener, who is known for his work with many hard rock and heavy metal bands in the late 1980s.
Jacksons Idee zu dem Lied kam durch das Thema Drogenmissbrauch zustande. Dies assoziierte sie mit dem Aberglauben von Katzen mit neun Leben und schwarzen Katzen, die Unglück bringen sollen. Zudem verglich sie sich im Lied mit einem schwarzen Panther und sagte: “I have always felt some kind of connection between myself and a panther. They're not afraid of anything, they're willing to take on anything–that's the way I feel about my work.” (deutsch: „Ich habe mich immer wie ein Panther gefühlt: Sie haben vor nichts Angst und sind bereit, alles auf sich zu nehmen - So empfinde ich meine Arbeit.“). Über die Entstehung des Liedes sagte sie: „I was getting dressed and ready to go to the studio. The television was on - some commercials and other stuff. I just started humming a melody. I don't know why and it kept sticking in my head. So I put it down on tape.“ (deutsch: „Ich zog mich an und ging ins Studio. Der Fernseher lief - Werbung und anderes Zeug. Ich fing an, eine Melodie zu summen. Ich weiß nicht warum, aber es blieb in meinem Kopf hängen und ich habe es auf Band aufgenommen.“) Später erinnerte sie sich, dass Jam und Lewis dazu sagten: „they thought it was something that might work.“ (deutsch: „Sie sagten, dass es funktionieren könnte.“) Jackson war stark in der Entstehung involviert und sagte:

“We were finished with the entire album and I came up with a guitar riff, and ran up to Jimmy and Terry and told them, 'Hey, we should do this.' They said, 'We have a deadline so we couldn't possibly go onto another song.' I told them, it's ok, I'll do it, just throw me in a studio and I'll put everything together… I wrote the riff and the lyrics, and actually the whole thing.”

„Wir waren mit dem gesamten Album fertig und ich dachte mir einen Gitarrenriff aus, rannte zu Jimmy und Terry und sagte: "Hey, das sollten wir unbedingt bringen!" Sie sagten: "Wir haben eine Frist, also können wir unmöglich ein weiteres Lied produzieren." Ich sagte ihnen, es ist in Ordnung, ich tu es, ich schmeiß mich ins Studio und werde alles zusammenstellen… Ich habe es geschrieben und komponiert, eigentlich das ganze Ding.“

Die Veröffentlichung von Black Cat war am 28. August 1990.

## Musikvideo
Der Regisseur des Musikvideos war Wayne Isham. Es wurde am 5. April 1990 bei einem Livekonzert in Jacksons Rhythm Nation World Tour 1990 im Met Center in Bloomington, Minnesota gedreht. Zusätzlich zu den Zuschauern für das ausverkaufte Konzert gesellten sich zu den Dreharbeiten 3000 weitere Fans hinzu. Die erste Hälfte des Clips wurde im Tacoma Dome gedreht, während das Video auf drei Bildschirmen in der dritten Etappe projiziert wurde. Später wurde das Video im August 1990 auf MTV ausgestrahlt. Auch in dem Musikvideo verzichtete Jackson auf Choreografien und orientierte sich an der Ästhetik der Musikvideos vieler Hardrock- und Heavy-Metal-Bands dieser Zeit. Ebenso wurde gespleißtes Filmmaterial mit einem Panther im Video eingearbeitet.

## Kommerzieller Erfolg

### Chartplatzierungen
| ChartsChartplatzierungen       | Höchstplatzierung | Wochen |
| ------------------------------ | ----------------- | ------ |
| Deutschland (GfK)              | 34 (13 Wo.)       | 13     |
| Schweiz (IFPI)                 | 10 (11 Wo.)       | 11     |
| Vereinigte Staaten (Billboard) | 1 (16 Wo.)        | 16     |
| Vereinigtes Königreich (OCC)   | 15 (6 Wo.)        | 6      |

| ChartsJahrescharts (1990)      | Platzierung |
| ------------------------------ | ----------- |
| Vereinigte Staaten (Billboard) | 59          |

### Auszeichnungen für Musikverkäufe
| Land/Region               | Auszeichnungen für Musikverkäufe (Land/Region, Auszeichnung, Verkäufe) | Verkäufe |
| ------------------------- | ---------------------------------------------------------------------- | -------- |
| Australien (ARIA)         | Gold                                                                   | 35.000   |
| Vereinigte Staaten (RIAA) | Gold                                                                   | 500.000  |
| Insgesamt                 | 2× Gold ·                                                              | 535.000  |

Hauptartikel: Janet Jackson/Auszeichnungen für Musikverkäufe

## Coverversionen
- 2009: Warmen
- 2011: Nanne Grönvall
- 2018: Lee Aaron